# Burning the Wind
Burning the Wind é um filme norte-americano de 1929, do gênero romance, dirigido por Herbert Blaché e Henry MacRae, estrelando Hoot Gibson com Boris Karloff. O filme é considerado perdido.